# Flaga Indonezji
Flaga Indonezji (Sang Dwiwarna) – prostokąt podzielony na dwa poziome pasy o tej samej wielkości (górny czerwony, dolny biały). Proporcje wynoszą 2:3. Podobna jest do flagi Monako, różni je format flagi (4:5 dla flagi Monako i 2:3 dla flagi Indonezji) oraz barwa.

## Wygląd i symbolika
Nazwa Sang Dwiwarna oznacza Wzniosły Dwukolor. Flaga symbolizuje człowieka. Kolor biały oznacza duszę i życie duchowe, a czerwony – ciało i życie fizyczne.

## Historia
Ta flaga liczy sobie 800 lat, ale stała się oficjalną flagą Indonezji 17 sierpnia 1945.